# العلاقات المكسيكية اليونانية
العلاقات المكسيكية اليونانية هي العلاقات الثنائية التي تجمع بين المكسيك واليونان.

## مقارنة بين البلدين
هذه مقارنة عامة ومرجعية للدولتين:
| وجه المقارنة                                              | المكسيك                                                                               | اليونان                                                                             |
| --------------------------------------------------------- | ------------------------------------------------------------------------------------- | ----------------------------------------------------------------------------------- |
| المساحة (كم2)                                             | 1.97 مليون                                                                            | 131.96 ألف                                                                          |
| عدد السكان (نسمة)                                         | 130.53 مليون                                                                          | 10.76 مليون                                                                         |
| الكثافة السكانية (ن./كم²)                                 | 66.26                                                                                 | 81.54                                                                               |
| العاصمة                                                   | مدينة مكسيكو                                                                          | أثينا، نافبليو                                                                      |
| اللغة الرسمية                                             | اللغة الإسبانية                                                                       | لغة يونانية، اليونانية الديموطيقية ‏                                                 |
| العملة                                                    | بيزو مكسيكي                                                                           | يورو، دراخما، فينيكس يوناني ‏                                                        |
| الناتج المحلي الإجمالي (بليون دولار)                      | 1.15 تريليون                                                                          | 200.29 مليار                                                                        |
| الناتج المحلي الإجمالي (تعادل القوة الشرائية) بليون دولار | 2.16 تريليون                                                                          | 285.45 مليار                                                                        |
| الناتج المحلي الإجمالي الاسمي للفرد دولار أمريكي          | 9.01 ألف                                                                              | 18.00 ألف                                                                           |
| الناتج المحلي الإجمالي للفرد دولار أمريكي                 | 17.32 ألف                                                                             | 26.85 ألف                                                                           |
| مؤشر التنمية البشرية                                      | 0.756                                                                                 | 0.865                                                                               |
| رمز المكالمات الدولي                                      | +52                                                                                   | +30                                                                                 |
| رمز الإنترنت                                              | .mx                                                                                   | .gr                                                                                 |
| المنطقة الزمنية                                           | منطقة زمنية وسطى، المنطقة الزمنية الجبلية، زمن منطقة المحيط الهادئ، منطقة زمنية شرقية | توقيت شرق أوروبا، ت ع م+02:00، ت ع م+03:00، توقيت شرق أوروبا الصيفي ‏، أوروبا/أثينا ‏ |

## مدن متوأمة
في ما يلي قائمة باتفاقيات التوأمة بين مدن مكسيكية ويونانية:
- ترتبط مدينة مكسيكو مع أثينا باتفاقية توأمة منذ 1 سبتمبر 2008.[15][15][15][15]
- ترتبط مدينة بويبلا مع رودس باتفاقية توأمة منذ 2010.
- ترتبط تولوكا مع كوزاني باتفاقية توأمة.

## منظمات دولية مشتركة
يشترك البلدان في عضوية مجموعة من المنظمات الدولية، منها:
| علم المنظمة | اسم المنظمة                        | تاريخ انضمام المكسيك | تاريخ انضمام اليونان |
| ----------- | ---------------------------------- | -------------------- | -------------------- |
|             | وكالة ضمان الاستثمار متعدد الأطراف | 1 يوليو 2009         | 30 أغسطس 1993        |
|             | منظمة التعاون الاقتصادي والتنمية   | ?                    | 30 سبتمبر 1961       |
|             | الأمم المتحدة                      | 7 نوفمبر 1945        | 25 أكتوبر 1945       |
|             | الفريق المعني برصد الأرض           | ?                    | ?                    |
|             | منظمة حظر الأسلحة الكيميائية       | ?                    | ?                    |
|             | منظمة التجارة العالمية             | 1995                 | 1995                 |
|             | منظمة الشرطة الجنائية الدولية      | ?                    | ?                    |
|             | مؤسسة التنمية الدولية              | 24 أبريل 1961        | 9 يناير 1962         |
|             | يونسكو                             | 4 نوفمبر 1946        | 4 نوفمبر 1946        |
|             | الاتحاد البريدي العالمي            | ?                    | ?                    |
|             | البنك الدولي للإنشاء والتعمير      | 31 ديسمبر 1945       | 27 ديسمبر 1945       |
|             | المنظمة الهيدروغرافية الدولية      | ?                    | ?                    |
|             | الاتحاد الدولي للاتصالات           | 1 يوليو 1908         | 1866                 |
|             | مؤسسة التمويل الدولية              | 20 يوليو 1956        | 26 سبتمبر 1957       |
|             | مجموعة أستراليا                    | 2013                 | 1985                 |
|             | مجموعة الموردين النوويين           | ?                    | ?                    |

## أعلام
هذه قائمة لبعض الشخصيات التي تربطها علاقات بالبلدين:
- خوسيه جوروستيثا (شاعر مكسيكي، 10 نوفمبر 1901[24][25][26] – 16 مارس 1973)
- فيليبي مونيوث (3 فبراير 1951 – )
- لامبروس كونتاغيانيس (لاعب كرة قدم مكسيكي، 1 أغسطس 1988[27] – )
- هوغو غوتيريز فيغا (شاعر مكسيكي، 11 فبراير 1934[28][29] – 25 سبتمبر 2015)

## وصلات خارجية
- موقع وزارة الخارجية المكسيكية
- موقع وزارة الخارجية اليونانية